# Polybotrya pubens
Polybotrya pubens är en träjonväxtart som beskrevs av Carl Friedrich Philipp von Martius och Kze. Polybotrya pubens ingår i släktet Polybotrya och familjen Dryopteridaceae. Inga underarter finns listade.